# Département de Cochinoca
Le département de Cochinoca est une des 16 subdivisions de la province de Jujuy, en Argentine. Son chef-lieu est la ville d'Abra Pampa.
Le département a une superficie de 7 837 km2. Sa population était de 12 111 habitants, selon le recensement de 2001 (source : INDEC).
Il se compose des communes suivantes : Abdón Castro Tolay ; Abralaite ; Abra Pampa ; Casabindo ; Cochinoca ; Pesto del Marqués ; Rinconadillas ; San Francisco de Alfarcito ; Sanctuary de Tres Pozos ; Tabladitas ; Tusaquillas.

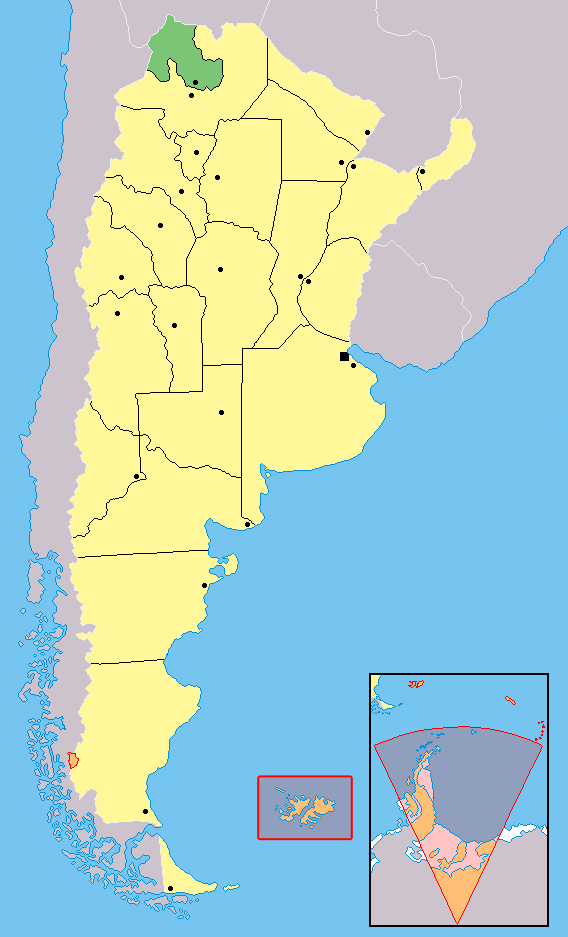
Localisation de la province de Jujuy en Argentine.